# 340

## Nașteri
- dată necunoscută: Papa Anastasie I  (d. 401)
- dată necunoscută: Fa-Hsien  (d. 422)
- dată necunoscută: Prisciliano de Avila  (d. 385)

## Decese
- Constantin al II-lea, împărat roman (n. 317)